# Sinikka Langeland

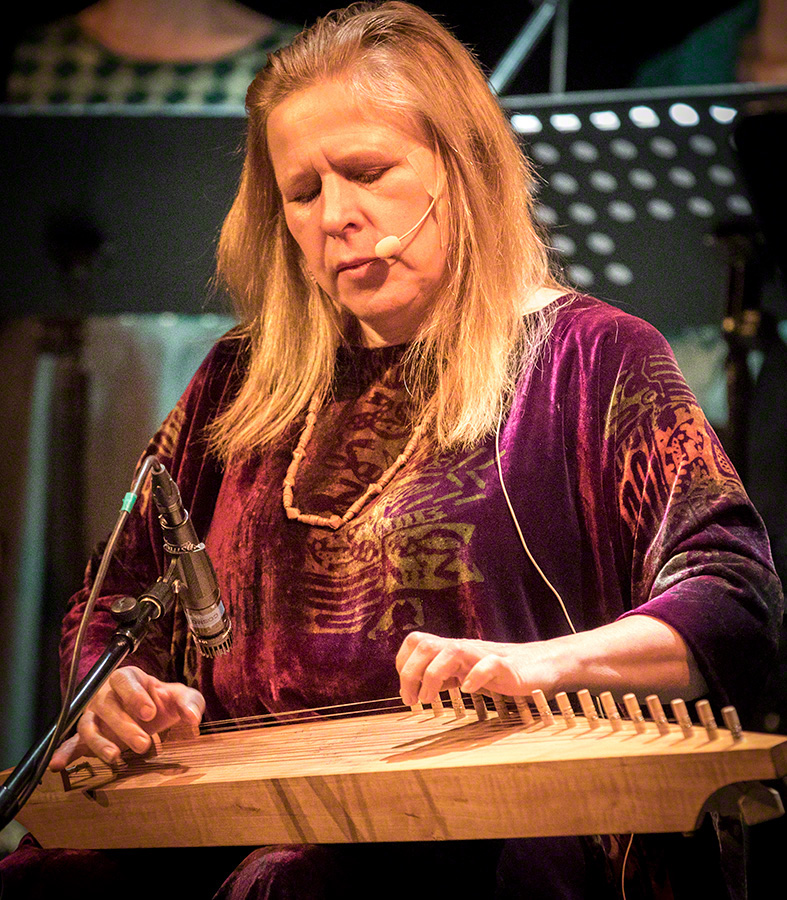
Sinikka Langeland, 2016

Sinikka Langeland (Kirkenær, 1961) is een Noorse zangeres en bespeler van de kantele.

## Begin

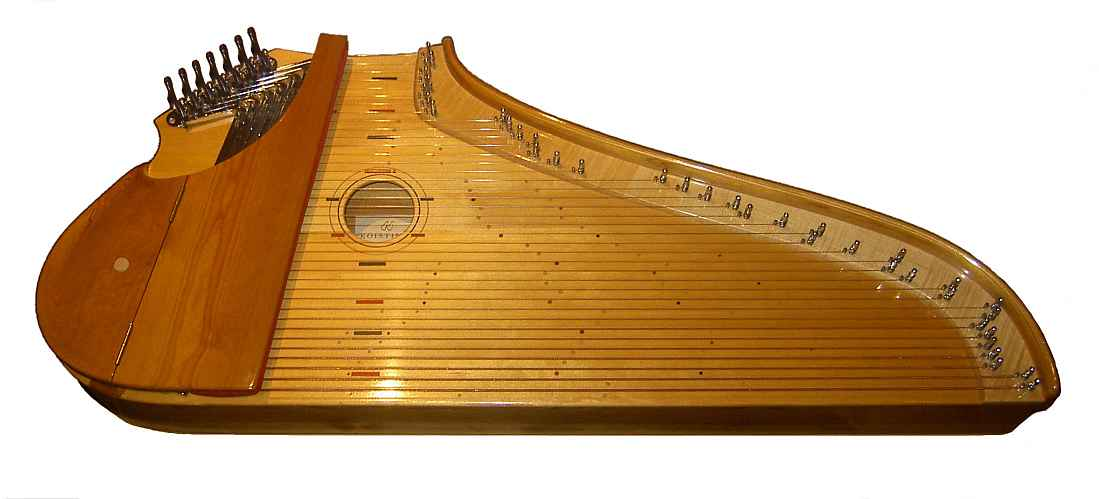
De kantele

Gedurende haar jeugd kreeg ze een opleiding voor piano en hedendaagse volksmuziek. In 1981 ontdekte ze de kantele en daarnaast deed ze werk voor theater en volgde ze een opleiding aan de École Jacques Lecoq in Parijs. Dit alles leidde haar terug naar de muziek en ze begon een studie musicologie aan de Universiteit van Oslo, waar ze in 1992 afstudeerde. Ze raakte betrokken bij een groot project om de volksmuziek van de provincie Finsskogen in beeld te brengen. Daarbij kwam ze in aanraking met Ove Berg, geluidstechnicus en producer van het platenlabel Nordic Sound. Met Berg nam ze een tweetal middeleeuwse Noorse ballades op die haar een Spellemannspris (te vergelijken met Noorse Grammy Award) opleverden: Strengen var af røde guld and Lille Rosa. In het vervolg daarop mocht ze een heel album opnemen (1) voor Grappa Musikkforlag. Album (2) bevatte toonzettingen van gedichten van Hans Børli. Ze toerde door Scandinavië en won landelijke prijzen.

## Finnskogen
Na verloop van tijd keerde ze terug naar Finnskogen, een gedeelte van Noorwegen waar in de 17e eeuw een groep Finnen zich vestigde als arbeiders in de houtindustrie. Het Fins is inmiddels geheel verdwenen uit het straatbeeld, maar de overleveringen in bijvoorbeeld runen zijn nog steeds aanwezig en worden in ere gehouden. De bevolking van Finnskogen is inmiddels een erkende minderheid in Noorwegen. Ze ging verder met het bestuderen van de oude gebruiken en kunst en kwam met een boek Karhun Emuu en muziekalbums (5) en (6). De illustrator van boek en albums is Tore Hansen, een plaatselijk tekenaar, die zijn inspiratie ook uit de oude volkscultuur haalt. Ook voor het album (6) ontving ze een prijs (Edvard Prize) en in 2003 ontving ze samen met de eerdergenoemde Ove Berg de Noors-Finse Cultuur Prijs.
Via de oude runeliederen kwam ze in aanraking met oude Christelijke muziek in de vorm van Kyries en hymnen. Daar probeerde ze muziek bij te vinden. Er werden opnieuw albums van haar uitgegeven, maar ze bleef alleen bekend in Noorwegen. Momenteel werkt ze nog aan het thema rond Maria en Maria Magdalena, samen met een organist en violist. Ze bleef concerten geven en leidde haar eigen folkclub "Den vesle svarte Æljen" (De kleine zwarte eland). Het zou dan ook niet lang meer duren of ze kwam in aanraking met andere bekende Noorse musici zoals Jan Garbarek en Arild Andersen. En deze beiden droegen ertoe bij dat in 2007 haar eerste internationaal uitgebrachte album verscheen bij het platenlabel ECM Records, dat al een traditie had in releases met oude Noorse volksmuziek. Haar andere albums zijn beperkt verkrijgbaar.

## Discografie
1. 1994: Langt innpå skoga.
2. 1996: Har du lyttet til elvene om natta
3. 1997: Strengen var af røde guld
4. 2000: Lille Rosa
5. 2001: Tirun Lirun
6. 2002: Runoja
7. 2002: Stjerneklang
8. 2004: Påsketona
9. 2005: Kyriekoral
10. 2007: Starflowers